# Matthew Webb
Matthew Webb (1848-1883) fue un nadador inglés. En 1875 fue el primer hombre que atravesó a nado el Canal de la Mancha.
Webb nació el 19 de enero de 1848 en Dawley (actualmente un barrio de Telford) en el condado de Shropshire, uno de los doce hijos de un médico. Aprendió a nadar en el Río Severn cerca de su casa. A la edad de 12 años se alistó en la Marina mercante y navegó por primera vez dos años más tarde. Mientras servía como segundo oficial en el barco Russia de la Cunard Line, en viaje de New York a Liverpool, intentó rescatar a un hombre que había caído por la borda, lanzándose al mar en medio del Atlántico. El hombre nunca fue hallado, pero el arrojo de Webb le hizo ganar una recompensa de 100 libra esterlinas y la Medalla Stanhope, y lo convirtió en un héroe de la prensa británica.
En 1873 Webb leyó un reporte sobre el intento fallido de J.B. Johnson de cruzar el Canal de la Mancha. Webb se sintió inspirado en tratar de hacerlo él mismo, y dejó su trabajo como capitán del vapor Emerald para comenzar a entrenar, primero en los Lambeth Baths, luego en el Río Támesis y finalmente en el Canal de la Mancha. Su primer intento de nadar el Canal fue el 12 de agosto de 1875, pero los fuertes vientos y la mala condición del mar lo hicieron abandonar la natación. Doce días más tarde, nadó la totalidad del Canal, recorriendo en total 39 millas (55 km). 
Se casó con Madelaine Kate Chaddock en 1880, y tuvieron dos hijos, Matthew y Helen.
El 24 de julio de 1883 quiso cruzar a nado las Cataratas del Niágara, y después de 10 minutos se ahogó en un remolino. Webb fue sepultado en el Cementerio de Oakwood en la ciudad de Niagara Falls en el estado estadounidense de Nueva York. En 1909 Thomas, el hermano mayor de Matthew Webb, presentó un monumento en honor a Matthew con la inscripción <<Nothing great is easy>> (idioma español:Nada grande es fácil).